# Virgilio (sitio web)
Virgilio es un sitio Web italiano que comenzó a prestar servicios en 1996 como un motor de búsqueda de Internet. También posee un directorio Web que es editado en forma manual.
Además, ofrece servicios de diversa índole como correo electrónico, mensajería instantánea y chat en línea.
El nombre del portal se debe a la obra de Dante en la Divina Comedia, y usaron el lema publicitario de "la guía italiana para Internet".